# Aden-Alexandre Houssein
Aden-Alexandre Houssein (28 de março de 1998) é um judoca. Nascido na França, ele representa o Djibuti internacionalmente. Ele é medalhista de bronze nos Jogos Africanos e duas vezes medalhista de bronze no Campeonato Africano de Judô.

## Carreira
Conquistou uma medalha de bronze nos Jogos Africanos de Rabat em 2019. Venceu o Open de África em Yaoundé, em 2019. Conquistou uma medalha de prata no Open de África em Dakar, em 2019. Conquistou uma medalha de prata no Open de África em Yaoundé, em 2022. Triunfou no Open de África de Niamey em 2023.
Competiu nos Jogos Olímpicos de Verão de 2024 em Paris. Foi eliminado na primeira fase pelo búlgaro Mark Hristov.